# Stückle (Einheit)
Das Stückle, auch als die Bosse bezeichnet, war ein Flüssigkeitsmass im Fürstentum Neuenburg. Es wurde vorrangig für Wein und Öl verwendet.
- 1 Stückle/Bosse = 24 Branden/Brandes/Brande/Brende/Bücke = 480 Pots/Mass (481 Pots)[1]
- 1 Bosse = 678 Neuchateler Pots = 60 Brochets/Stütze = 30 Septiers/Eimer
- 1 Pot = 1,090429 Liter
- 1 Bosse = 914,06 Liter = 46,08 Pariser Kubikzoll[2]

Für Baukalk galt
- 1 Stückle/Bosse = 300 Liter = 20 Boissaux (nach neuem Maß)[3]